# (17249) Eliotyoung
(17249) Eliotyoung (2000 GM110) – planetoida z grupy pasa głównego asteroid okrążająca Słońce w ciągu 5,38 lat w średniej odległości 3,07 j.a. Odkryta 2 kwietnia 2000 roku.